# Don Bartlett
Don Bartlett (* 1. April 1960 in Gander, Neufundland) ist ein kanadischer Curler. 
Sein internationales Debüt hatte Bartlett im Jahr 1991 bei der Curling-Weltmeisterschaft in Winnipeg. Dort gewann mit einer Silbermedaille seine erste Medaille. 
Bartlett gehörte zur Mannschaft die 2001 die kanadischen Olympic Curling Trails gewann und vertrat Kanada bei den XIX. Olympischen Winterspielen im Curling auf der Spielerposition Lead. Die Mannschaft gewann am 22. Februar 2002 die olympische Silbermedaille nach einer 5:6-Finalniederlage gegen Norwegen um Skip Pål Trulsen.

## Erfolge
- 2. Platz Olympische Winterspiele 2002
- 2. Platz Weltmeisterschaft 2004